# Christian Frederik Scheel von Plessen
Christian Frederik Scheel von Plessen (25. februar 1746 i København – 2. juni 1804 på Grønholt, Slesvig) var en dansk godsejer og kammerherre.
Han var søn af Mogens Scheel von Plessen og Elisabeth Christine von Thienen. Han var storgodsejer i Danmark og Holsten og Ridder af Dannebrog. Han var 1. gang gift 1770 med Margrethe Øllegaard Rumohr og 2. gang 1789 med Friderica Sophia von Bernstorff. Sønnen Mogens Joachim Scheel-Plessen blev født i 1. ægteskab.